# Konversation (Gespräch)
Die Konversation ist ein Gespräch unter Beachtung von Umgangsformen.

## Etymologie
Das Fremdwort wurde Mitte des 16. Jahrhunderts aus dem französischen conversation (Unterhaltung) ins Deutsche übernommen. Es geht auf lateinisch conversatio (Umgang, Verkehr) zurück, das das Substantiv zu conversari (Umgang haben, verkehren mit jemandem) ist.
Bis in das 16. Jahrhundert wurde der Begriff auch in diesem allgemeinen, den gesamten menschlichen Umgang umfassenden Sinn gebraucht. Man unterschied die conversatio vom sermo (vgl. Sermon), dem Gespräch im engeren, zugleich auch gewohnheitsmäßig vertrauten Sinn. Im 17. Jahrhundert bekam Konversation den bis heute geläufigen Sinn des „gepflegten Gesprächs“.
Der Duden notiert die aktuelle Verwendung des Begriffs für „[...] häufig konventionelles, oberflächliches und unverbindliches Geplauder; Gespräch, das in Gesellschaft nur um der Unterhaltung willen geführt wird.“

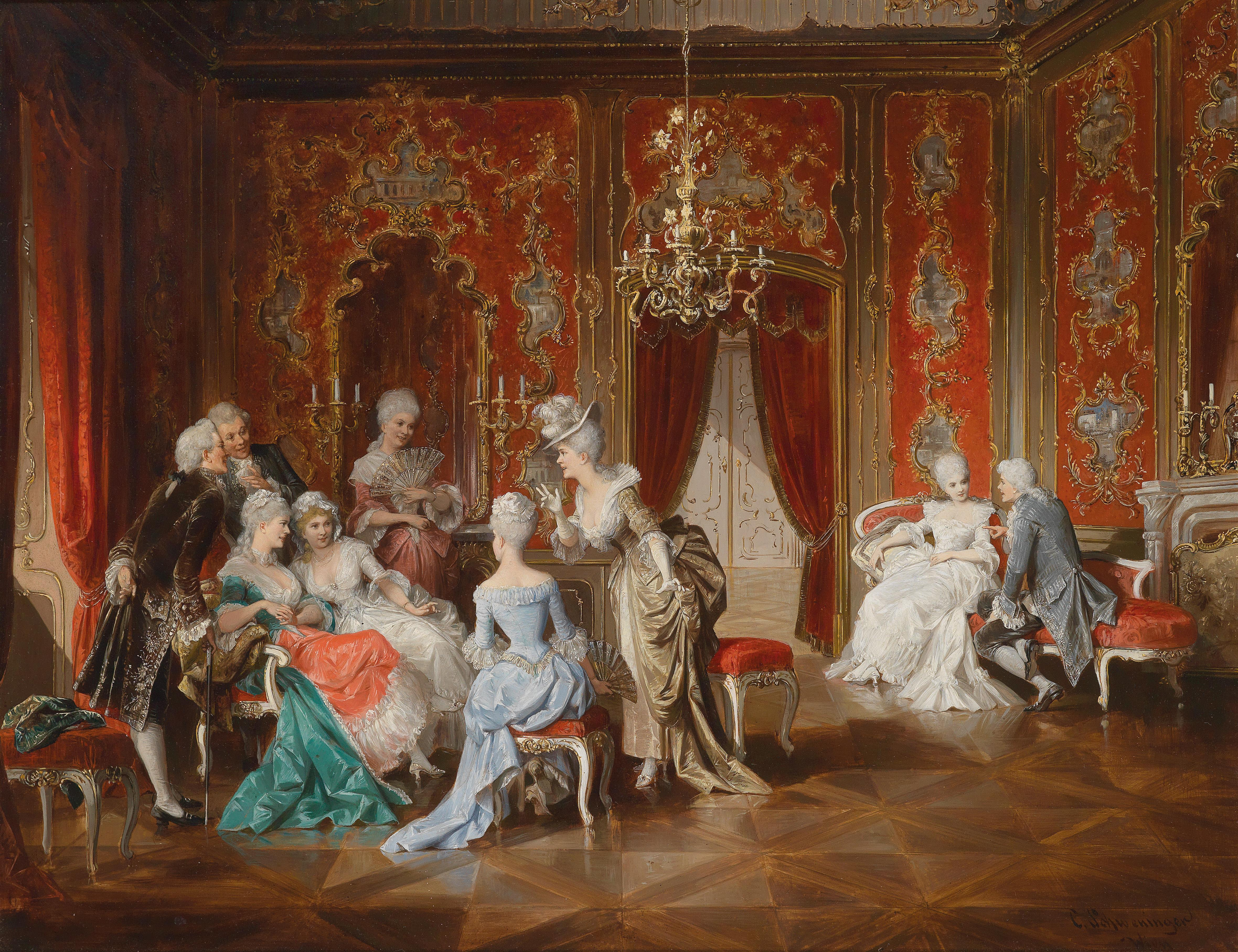
Karl Schweninger. Konversation in einem Salon des 18. Jahrhunderts, 1903

## Geschichte
Ihre besondere Bedeutung erhielt die Konversation als Teil des gesellschaftlichen Lebens am Hofe des französischen Königs während der Herausbildung des Absolutismus im 17. Jahrhundert. Der französische Adel wurde politisch entmachtet und erhielt einen Großteil seiner Einkünfte nunmehr über vom König verliehene Ämter und Pensionen. Der Kampf um diese Rechte fand im Rahmen der Konversation am Hofe des Königs bei gesellschaftlichen Veranstaltungen wie Banketten, Festen, Maskeraden, Feuerwerken usw., aber auch bei Empfängen in den Salons des Adels statt. Mit ihrer Hilfe wurden z. B. Intrigen und Verleumdungen in Gang gesetzt, die zu Verschiebungen in der Rangfolge führen sollten. In den zwischengeschlechtlichen Beziehungen führte der Mann die Konversation oft in galanter Form, die keine echten Liebesbezeugungen hervorbrachte und von der Frau mit Koketterie hervorgerufen oder beantwortet wurde. Auch hierbei waren politische oder finanzielle Ziele nicht ausgeschlossen.
Um die bei der Konversation zwangsläufig entstehenden Emotionen zu bewältigen, wurden die bereits im Mittelalter an den Höfen entstandenen Umgangsformen (siehe auch Höflichkeit) weiter ausgebildet und zu einem Regelwerk für diese Art der Kommunikation entwickelt. Die Beachtung der Regeln war von großer Bedeutung für die Teilnehmer der Konversation. Fehler in der Konversation konnten zum sozialen Abstieg, besondere Fertigkeit darin zu sozialem Aufstieg führen oder die Partnerwahl beeinflussen. Daher fanden Bücher, die diese Regeln darstellten, viel Interesse, sodass eine ganze Reihe derartiger Konversationslehren im Frankreich des 17. Jahrhunderts entstanden.
Im Wege der Nachahmung wurde die Konversation schon bald auch in den Residenzen des Adels in den Provinzen Frankreichs nach den Regeln des Königshofes abgehalten. Zu den kulturellen Folgen der französischen Hegemonie in Europa seit der Mitte des 17. Jahrhunderts ist auch die Einführung der Konversation, oft in französischer Sprache, an den Residenzen der europäischen Könige und Fürsten zu zählen. Kenntnisse in der Konversation waren künftig auch für Bürger vorteilhaft, wenn sie in Beziehung zu den Residenzen traten und insbesondere Aufträge erhalten wollten. In diesem Umfeld entstand eine ausgedehnte Literatur von Ratgebern, zu der auch das bekannte Werk Über den Umgang mit Menschen von Adolph Freiherr Knigge gehört.
Das Bildungsbürgertum übernahm zumindest einen Teil der Regeln, um sich vor allem gegen die unteren Schichten abzugrenzen. Besonders wichtig war es hier für die Teilnehmer, im Rahmen der Konversation Umfang und Tiefe ihrer Bildung, d. h. vor allem das von ihnen erworbene Wissen darzustellen. Der Bereitstellung dieses Wissens diente das Konversationslexikon, das damit eine wichtige gesellschaftliche Funktion wahrnahm.
Die Gesellschaftskritik vor allem der zweiten Hälfte des 20. Jahrhunderts führte zu einer Abwertung und zunehmenden Nichtbeachtung der Regeln der Konversation. Sie wird heute weitgehend durch den Smalltalk ersetzt. Andererseits werden seit dieser Zeit Methoden der Gesprächsführung für das Management in großem Umfang gelehrt. Dort werden viele Themen behandelt, die bereits Bestandteile des Regelwerkes der Konversation waren.
In den letzten Jahren wurde die Bedeutung der Konversation für die Hervorbringung von Innovationen (wieder-)entdeckt. Richard K. Lester und Michael J. Piore nannten die Konversation die missing dimension im Innovationsmanagement. Sie sei notwendige Basis, aber zugleich auch Instrument, um Innovationen hervorbringen zu können. Roger Aeschbacher sieht entsprechend die Konversation als Managementmethode, um die Flut an Ideen bei Innovationsvorhaben sinnvoll zu selektionieren und die für eine Organisation erfolgversprechendsten rasch und reibungslos umzusetzen (siehe Literatur).